# Lunar Atmosphere and Dust Environment Explorer
Lunar Atmosphere and Dust Environment Explorer (en abrégé LADEE, prononcé /la.diː/ ; en français : « Explorateur de l'atmosphère lunaire et de son environnement de poussière ») est une mission spatiale de la NASA dont l'objectif principal est l'étude de l'atmosphère ténue (exosphère) et de la poussière de la Lune en suspension. Pour remplir cette mission, l'agence américaine place la sonde spatiale en orbite autour du satellite de la Terre à une altitude très basse (50 kilomètres) pour une mission de 100 jours afin que ses instruments puissent déterminer la composition de l'atmosphère de la Lune et les caractéristiques de la poussière lunaire en suspension à proximité de notre satellite. LADEE est une sonde spatiale de petite taille (383 kg avec les ergols) et à coût réduit qui emporte trois instruments scientifiques comprenant un analyseur de poussière, un spectromètre de masse et  un spectromètre fonctionnant en ultraviolet et en lumière visible. La sonde emporte également un système expérimental de communications par laser qui doit contribuer à valider l'utilisation de cette technique dans le cadre des missions interplanétaires. LADEE est lancé par un lanceur Minotaur V depuis le site de Wallops Island le 7 septembre 2013. Il s'agit du premier tir de ce lanceur léger dans cette configuration qui comporte un étage supplémentaire. La mission de LADEE s'achève le 17 avril 2014.

## Contexte
Au milieu des années 2000, deux rapports - l'Étude décennale sur les sciences planétaires produit par le Conseil national de la recherche des États-Unis et le rapport sur le contexte scientifique de l'exploration de la Lune (Scientific Context for Exploration of the Moon, SCEM) rédigé dans le cadre du programme Constellation - font de l'étude de l'exosphère lunaire une des priorités scientifiques de l'exploration du Système solaire. Pour répondre à cette attente, la NASA décide en février 2008 de développer un petit orbiteur baptisé LADEE, qui doit collecter des données en se plaçant sur une orbite basse autour de la Lune. La mission a un coût prévisionnel de 280 millions de dollars américains incluant le lancement et la phase opérationnelle. La NASA confie la réalisation de la sonde spatiale à deux de ses centres : la gestion du projet et l'assemblage de la sonde spatiale sont pris en charge par le centre de recherche Ames tandis que le centre de vol spatial Marshall est responsable de la gestion de l'instrumentation embarquée qui est développée par d'autres entités internes ou externes (Goddard, Ames, université du Colorado). La mission spatiale LADEE est rattachée au programme Lunar Precursor Robotic dont l'objectif est l'étude scientifique de la Lune à l'aide d'engins robotisés à coût modéré. Le programme comprend également la mission LRO lancée le 18 juin 2009.

## Objectifs de la mission
L'étude de l'atmosphère des autres planètes et lunes contribue à notre compréhension des processus à l’œuvre dans l'atmosphère terrestre. Les objectifs de la mission LADEE sont d'étudier l'atmosphère ténue de la Lune (exosphère) ainsi que la poussière lunaire en suspension dans celle-ci. L'exosphère de notre satellite se rattache à la catégorie d'atmosphère la plus répandue dans le Système solaire, caractérisée par une densité très faible décroissant rapidement lorsqu'on s'élève au-dessus de la surface. Les caractéristiques de ce type d'atmosphère sont mal connues. Dans ce contexte, les objectifs de la mission sont :
- Déterminer la densité globale, la composition et les variations dans le temps de l'atmosphère ténue de la Lune.
- Déterminer ses interactions avec la surface, son origine et les processus qui contribuent à la faire disparaître. En effet, celle-ci est très fragile et risque d'être modifiée par les futures activités humaines.
- Déterminer les caractéristiques de la poussière présente dans l'atmosphère lunaire et déterminer ses impacts sur celle-ci. Les équipages du programme Apollo qui ont atterri sur la Lune ont observé des lueurs au niveau de l'horizon. La mission doit permettre de savoir si la poussière lunaire est à l'origine de ce phénomène.
- Déterminer la taille, la charge électrique et la distribution spatiale des grains de poussière transportés par les forces électrostatiques et déterminer leurs effets pour la conception des missions d'exploration et des instruments d'astronomie basés sur le sol lunaire.

Initialement la planification de la mission prend en compte l'arrivée prochaine sur le sol lunaire des équipages du programme Constellation qui est annulé par la suite. Il s'agit d'effectuer l'étude de l'exosphère avant que les activités humaines à sa surface ne puissent modifier de manière significative ses caractéristiques. 
La mission doit également permettre de :
- Valider l'utilisation de laser pour les télécommunications spatiales à grande distance.
- Contribuer à la mise au point d'une architecture d'engin spatial à bas coût, capable de réaliser des missions interplanétaires.
- Valider l'utilisation du lanceur Minotaur V pour le lancement de missions interplanétaires.

## Caractéristiques techniques

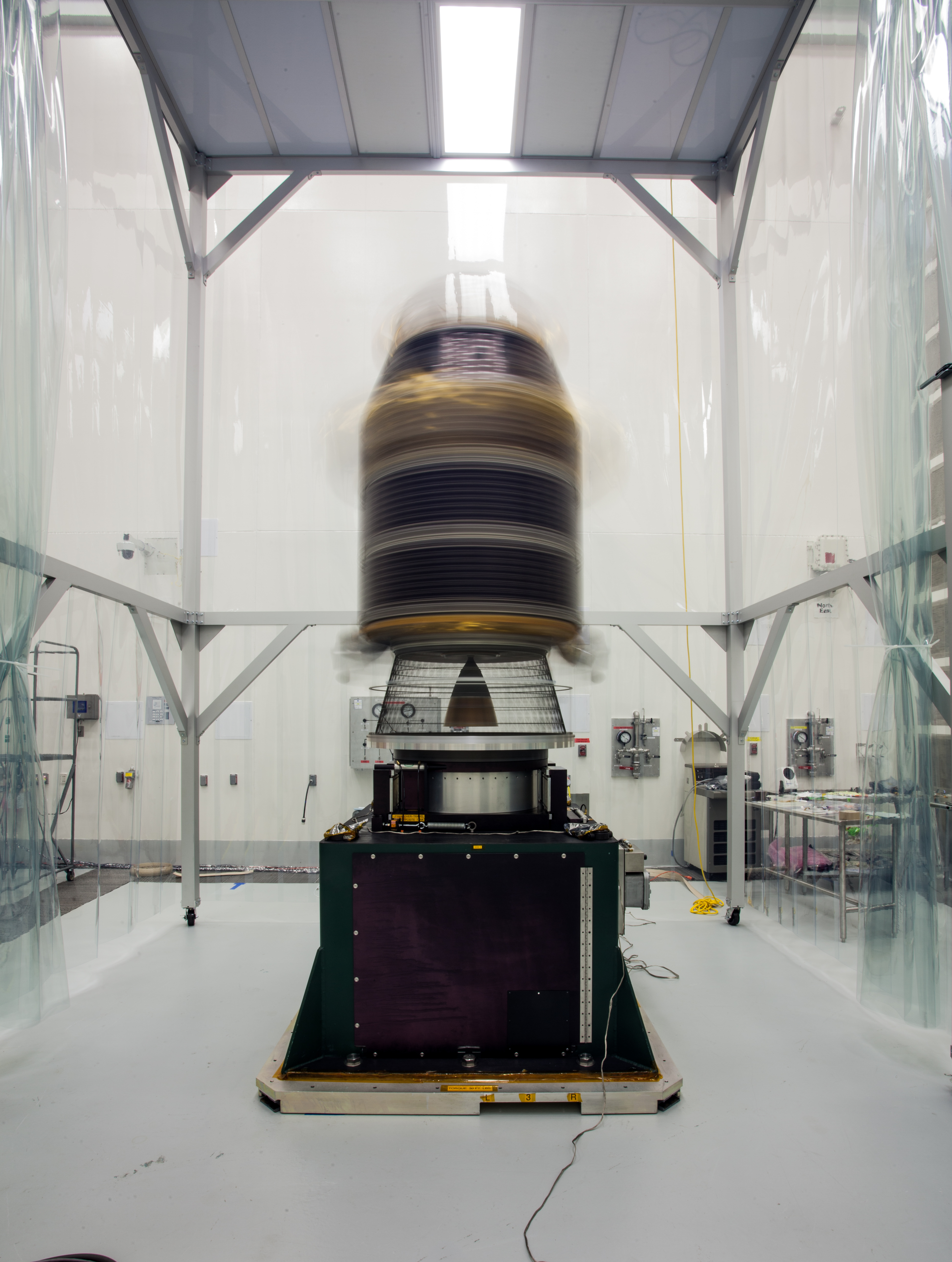
La sonde lors de tests avant son lancement.

LADEE a une forme cylindrique (2,37 m de haut pour un diamètre de 1,85 m) et pèse 383 kg dont 49,6 kg d'instruments scientifiques et environ 134,8 kg d'ergols. Le satellite est stabilisé sur 3 axes à l'aide de roues de réaction. Trente panneaux solaires couvrant le corps de la sonde spatiale peuvent fournir une puissance électrique de 295 watts. LADEE dispose d'une propulsion à ergols liquides brûlant un mélange de méthylhydrazine et de peroxyde d'azote mis sous pression par de l'hélium. Un moteur-fusée principal d'une poussée de 460 newtons est utilisé pour les modifications de l'orbite tandis que 4 petits propulseurs de 22 N sont mis en œuvre pour stabiliser la sonde lorsque le propulseur principal fonctionne et pour « désaturer » les roues de réaction. Les communications se font en bande S par l'intermédiaire d'une antenne moyen gain et d'une antenne faible gain. L'architecture de LADEE repose sur une structure modulaire (Modular Common Spacecraft Bus). Le système de télécommunications permet un débit de 10 ko/s pour les données scientifiques. La NASA espère pouvoir réutiliser les modules remplissant des fonctionnalités standard pour de prochaines missions interplanétaires permettant d'économiser une partie des coûts de développement (architecture Modular Common Spacecraft Bus).  

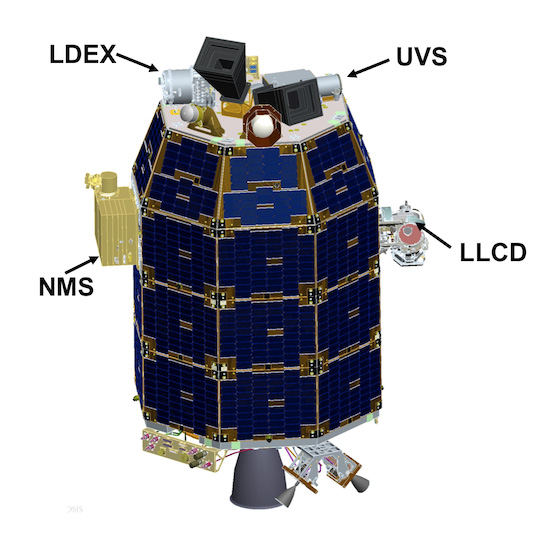
Position des instruments scientifiques.
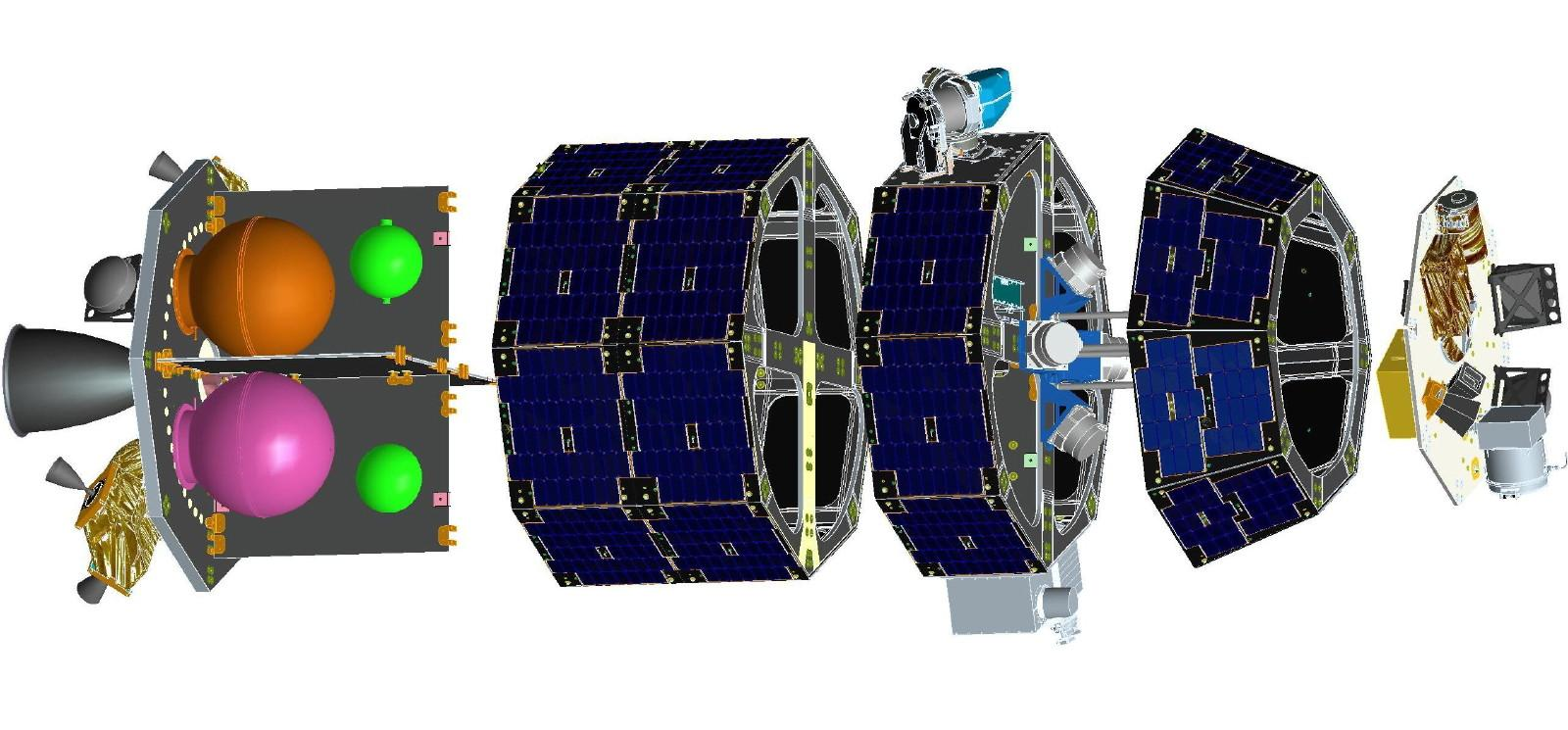
LADEE est le premier exemplaire d'un modèle de sonde spatiale modulaire.

## Instrumentation scientifique
LADEE emporte trois instruments scientifiques qui sont tous dérivés d'instruments ayant déjà volé à bord de sondes spatiales  :
- UVS (Ultraviolet and Visible Light Spectrometer) est un spectromètre fonctionnant en lumière visible et en ultraviolet chargé de déterminer la composition de l'atmosphère lunaire en analysant les signatures lumineuses des matériaux qui s'y trouvent. UVS permet de détecter les longueurs d'onde comprises entre 230 et 810 nanomètres. Il utilise deux modes d'observation : l'observation du limbe lunaire effectuée en pointant le télescope environ 20 km au-dessus de la surface au niveau du terminateur. L'autre mode d'observation consiste à observer le Soleil lorsque celui-ci passe derrière l'exosphère de la Lune : ce mode permet de mesurer la proportion de poussière présente dans l'exosphère et d'en déduire sa quantité.
- NMS (Neutral Mass Spectrometer) est un spectromètre de masse qui mesure les concentrations des différents composants de l'atmosphère lunaire et leurs variations dans le temps et dans l'espace. NMS permet de détecter toute molécule ou atome ayant une masse atomique comprise entre 2 et 150. L'instrument doit en particulier mesurer les quantités d'hélium qui reflètent l'impact du vent solaire sur l'exosphère lunaire ainsi que l'argon. NMS permet également de mesurer la présence d'éléments métalliques qui reflètent l'existence de processus générant l'atmosphère nécessitant plus d'énergie comme l'impact des micrométéorites à la surface. Enfin, l'instrument doit également mesurer la présence de traces d'atomes ou molécules comme le méthane, le soufre, le magnésium, le monoxyde de carbone, l'hydrogène et l'eau ou des fragments de type hydroxyle.
- LDEX (Lunar Dust Experiment) collecte et analyse la poussière présente dans l'atmosphère ténue de la Lune. Les particules de poussière viennent frapper une cible ayant la forme d'un hémisphère générant un nuage d'électrons et d'ions. Ces derniers sont focalisés et accélérés par un champ électrique et viennent frapper un détecteur de type disque à microcanaux. L'instrument permet de mesurer des poussières d'un diamètre d'un micromètre ou plus.

Instrumentation embarquée
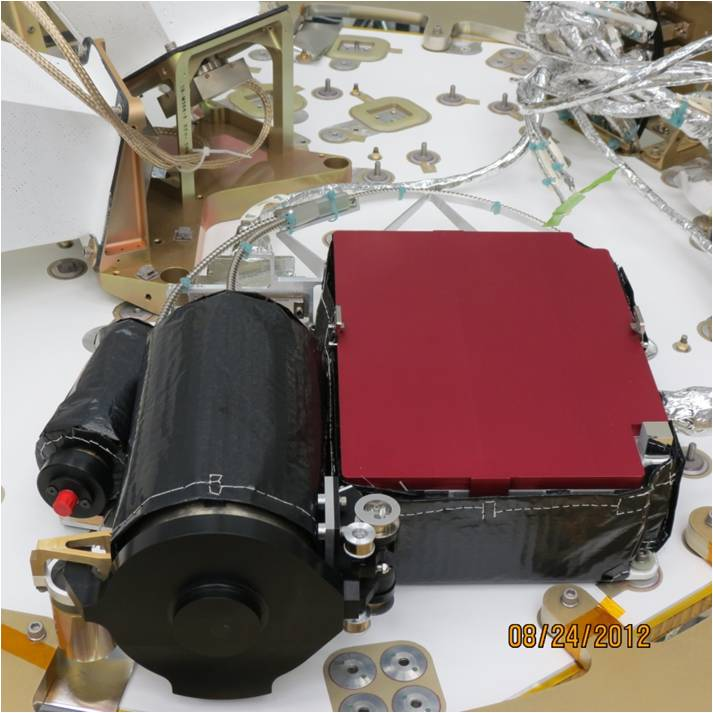
Le spectromètre UVS.
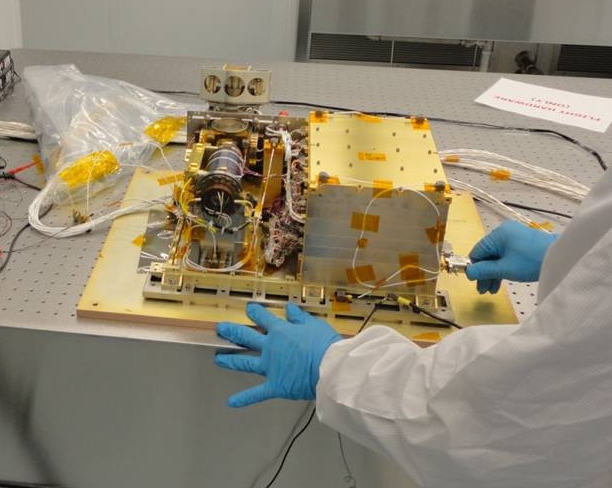
Le spectromètre de masse NMS.
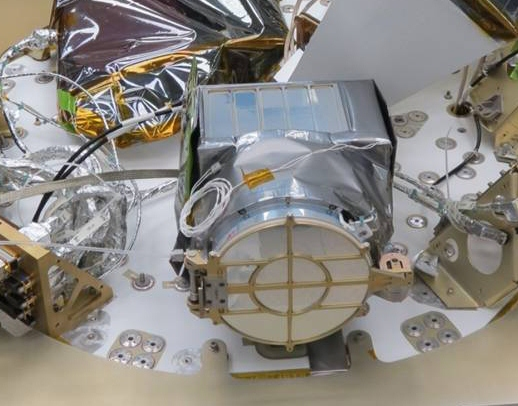
L'analyseur de poussière lunaire LDEX.
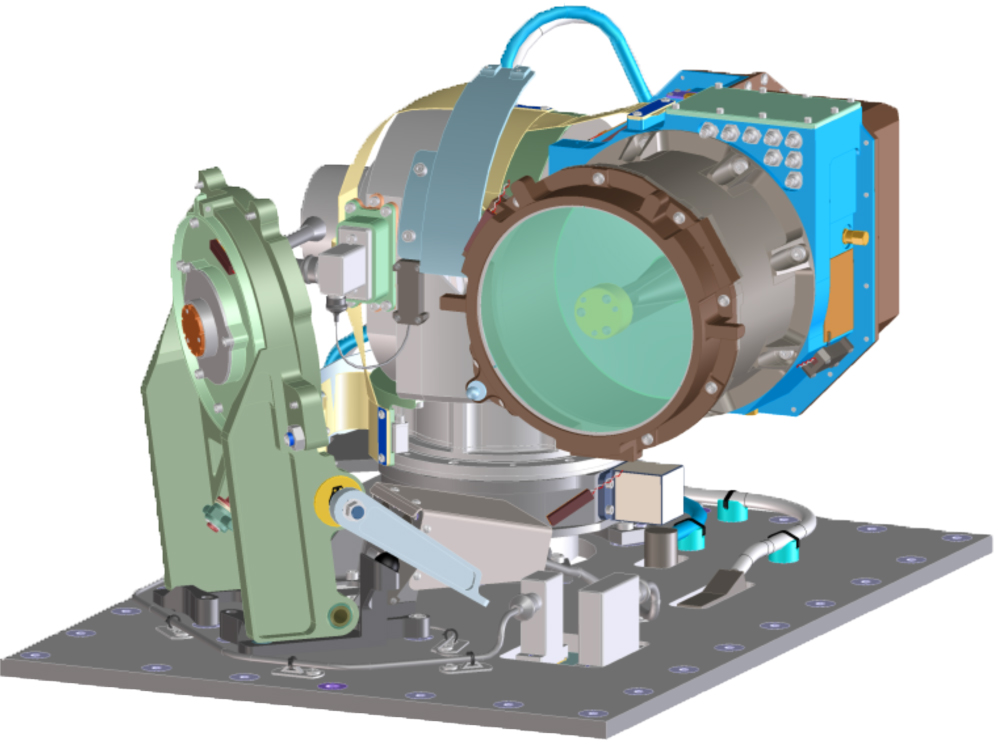
Schéma du système de communications laser LLCD.

Enfin, la sonde emporte un démonstrateur technologique LLCD (Lunar Laser Communications) qui permet de tester l'utilisation d'un laser pour les communications des sondes spatiales lorsqu'elles se trouvent à grande distance de la Terre. Le faisceau laser émis par la sonde doit atteindre un diamètre de 5 km à son arrivée sur Terre. Les communications par laser nécessitent un système de pointage plus précis mais elles sont susceptibles de nécessiter beaucoup moins d'énergie et de masse. Le système laser de LADEE doit permettre de transférer des données avec un débit 6 fois supérieur à celui du système de télécommunications radio embarqué.

## Déroulement de la mission

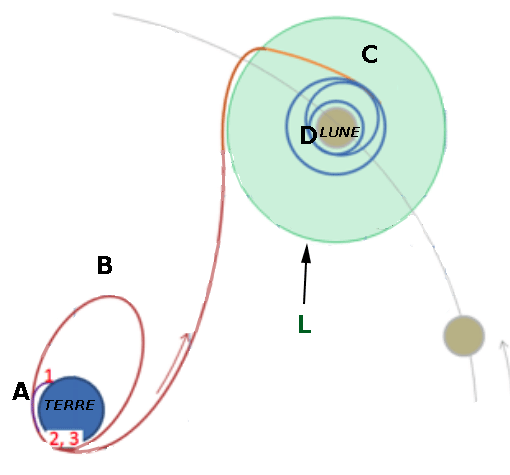
Trajectoire de la sonde spatiale lunaire LADEE : A Lancement avec les différents phases de mise à feu des étages (1,2 et 3), B Orbite elliptique à forte excentricité, C Insertion en orbite lunaire, D Insertion sur l'orbite de travail. En vert (L) zone d'influence du champ de gravité de la Lune.

### Lancement
La fenêtre de lancement de LADEE est de quelques jours par mois. Pour le mois de septembre 2013, elle s'ouvre le 6 et se referme le 10 et dure environ 15 minutes chaque jour. La sonde est lancée le 6 septembre à 23 h 24 heure locale (7 septembre à 3 h 24 TU) depuis le site de Wallops Island par un lanceur Minotaur V comportant cinq étages. Cette version de ce lanceur léger à propergol solide est lancée pour la première fois : par rapport à la version Minotaur IV qui a déjà volé, il comporte un cinquième étage constitué par un propulseur à propergol solide Star 37FM (en) qui a déjà fait ses preuves dans le cadre de lancements de satellites commerciaux.

### Transit vers la Lune
La sonde spatiale met environ 70 jours pour atteindre son orbite de travail autour de la Lune. Le lanceur place la sonde sur une orbite terrestre haute avec une forte excentricité avec un apogée à environ 50 rayons terrestres (la Lune se situe à environ 60 rayons terrestres). La sonde parcourt ainsi trois orbites en utilisant à chaque passage près de la Terre sa propulsion pour la corriger et l'élever. Environ 30 jours après le lancement, LADEE entre dans le champ de gravité de la Lune et utilise sa propulsion principale pour réduire sa vitesse et s'insérer sur une orbite circulaire équatoriale rétrograde à une altitude de 250 kilomètres le 6 octobre 2013.

### Phase opérationnelle
Après une phase de test d'environ 40 jours, l'orbite est abaissée à une altitude de 50 kilomètres et la mission scientifique débute le 10 novembre 2013. La qualité des données collectées s'accroît avec la diminution de l'altitude. L'altitude retenue est un compromis destiné à limiter la consommation d'ergols et obtenir une durée de vie suffisante pour la mission. En effet, compte tenu des irrégularités du champ de gravité de la Lune liées à la présence de réplétions, l'altitude de la sonde spatiale varie entre 20  et   60 kilomètres et nécessite d'être corrigée à l'aide des propulseurs tous les trois à cinq jours pour éviter que la sonde ne s'écrase prématurément sur le sol lunaire. La mission primaire d'une durée de 100 jours s'achève en mars. Elle est prolongée jusqu'au 17 avril. Début avril, l'orbite est abaissée de manière que le satellite survole à moins de 2 km le sol lunaire. LADEE s'écrase à l'issue de sa mission le 17 avril sur la face cachée de la Lune pour éviter tout risque d'écrasement dans une des régions explorées par les missions lunaires passées.

## Résultats

### Résultats scientifiques
Quelques minutes avant sa chute sur la Lune, lorsque LADEE se trouvait à une altitude d'environ 1,5 km, les caméras de LADEE ont enregistré la lumière zodiacale qui se forme au-dessus de l'horizon de la Lune quelques instants avant le lever du Soleil. Cette séquence d'images confirme les observations décrites par les astronautes, en particulier les croquis réalisés par Eugene Cernan en décembre 1972 lors de la mission Apollo 17. La lumière zodiacale formée dans le ciel lunaire juste avant les levers et juste après les couchers de soleil est vraisemblablement due à la réflexion de la lumière solaire sur la poussière perdue par les comètes lors de leur passage autour du Soleil. La poussière éjectée par les queues de comètes tend ensuite à se concentrer dans le plan de l'écliptique (plan orbital des planètes), générant une lumière zodiacale de forme lenticulaire au-dessus de l'horizon avant les levers et après les couchers de soleil.

### Système de télécommunication laser LLCD
Le système de communications laser expérimental LLCD est testé entre l'orbite lunaire et une station terrestre. Un débit descendant de 622 mégabits/s et ascendant de 20 mégabits/s est atteint.

## Galerie

Déroulement du projet
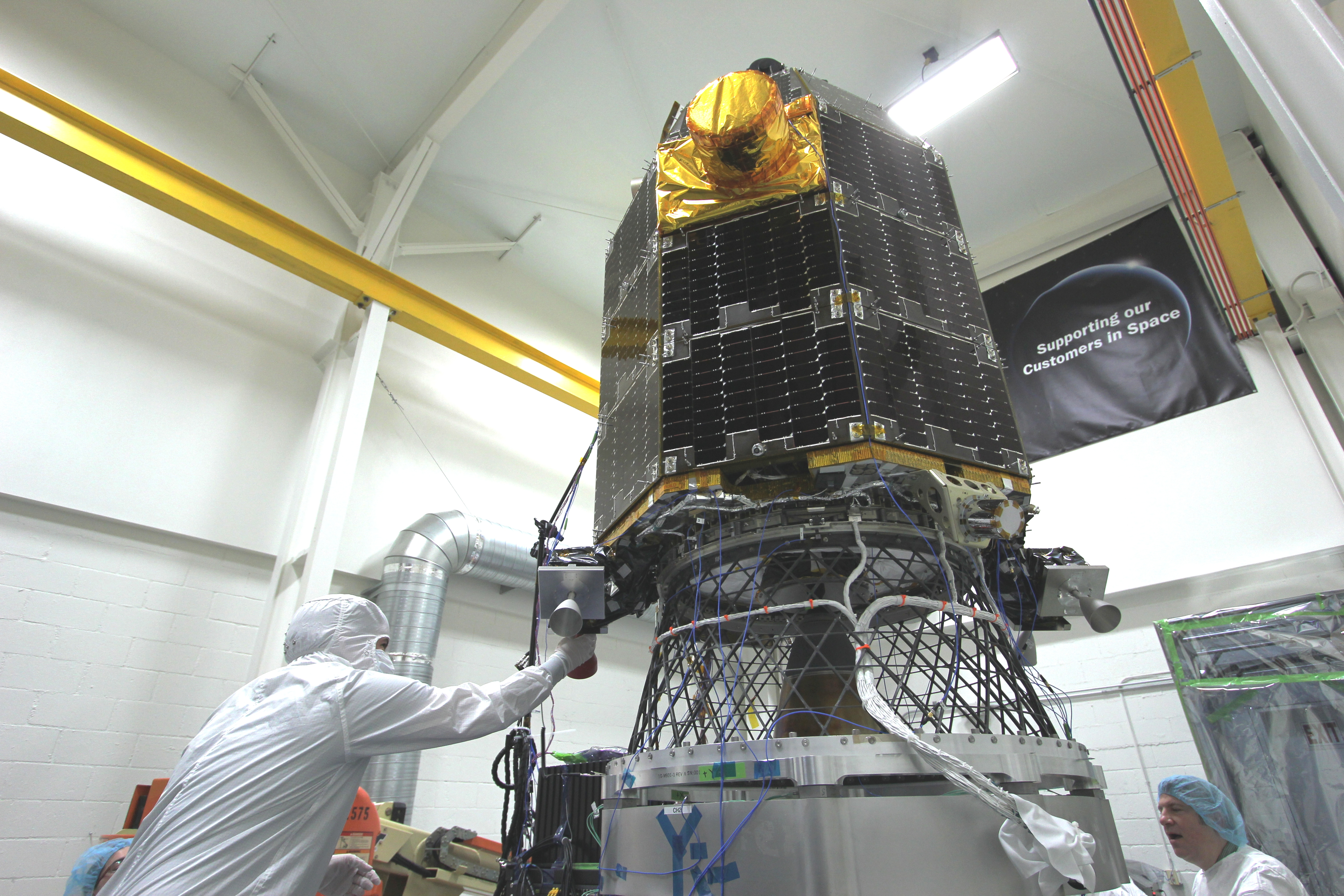
La sonde montée sur une table de vibration avant les tests de vibration effectués en janvier 2013.
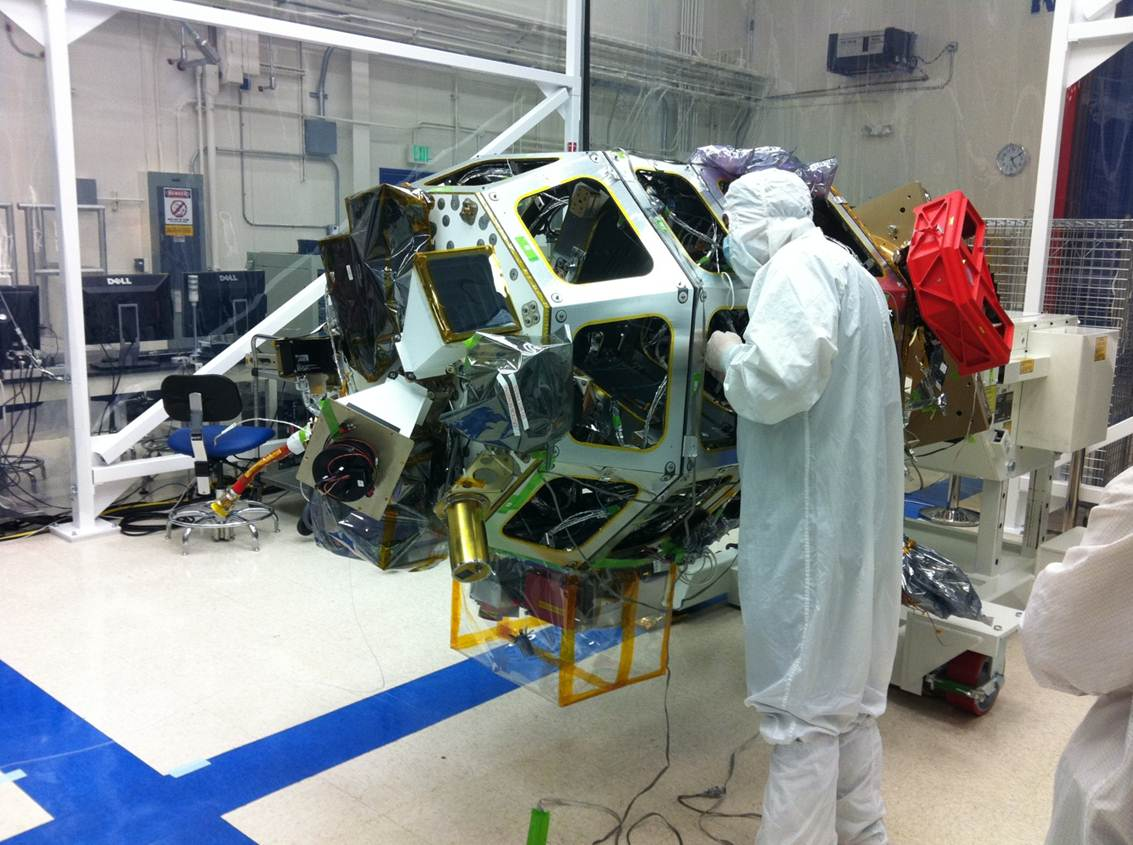
LADEE dans une salle blanche du Ames Research Center, juste avant que ses panneaux solaires soient attachés.
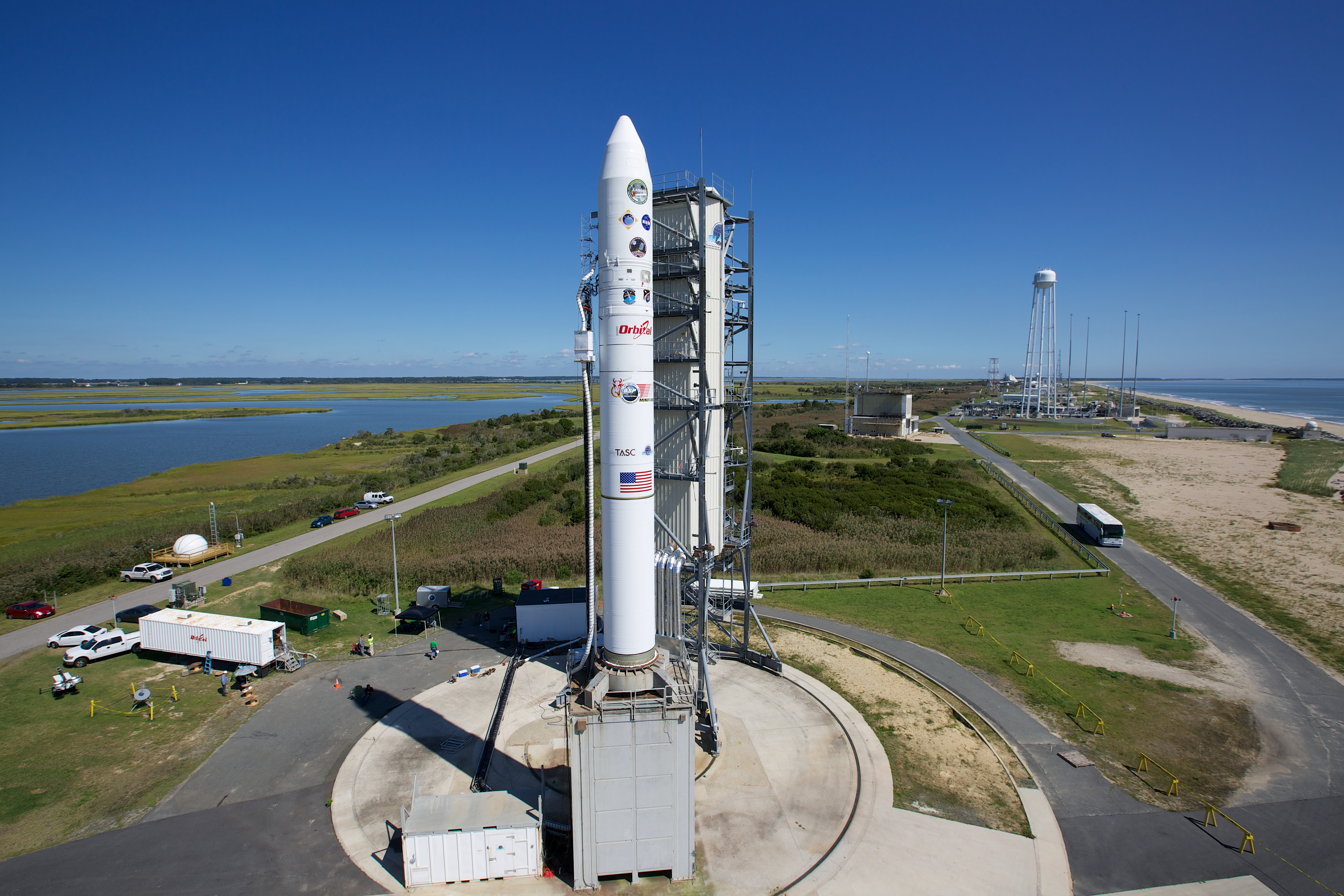
LADEE installé au sommet de son lanceur Minotaur V.